# Argilloecia propinqua
Argilloecia propinqua is een mosselkreeftjessoort uit de familie van de Pontocyprididae. De wetenschappelijke naam van de soort is voor het eerst geldig gepubliceerd in 1904 door Brady.